# Johnny Giles
Michael John Giles, detto Johnny (Dublino, 6 novembre 1940), è un ex calciatore e allenatore di calcio irlandese, di ruolo centrocampista.
È membro della Hall of Fame della Football Association of Ireland.
È stato eletto miglior calciatore irlandese degli ultimi 50 anni nel Golden Player della UEFA stilato nel 2003.

## Carriera
Bandiera del Leeds United, ne fu un pilastro nell'era più fiorente del club; costituì coppia di centrocampo con Billy Bremner.
In Nazionale può vantare una ventennale carriera da giocatore e quasi sette anni da CT di cui sei da player-manager (giocatore-allenatore).
È stato capace di ricoprire la carica di giocatore-allenatore per dieci anni oltreché di essere alla guida di due squadre contemporaneamente.
Conclusa la carriera di allenatore, fra il 1986 e il 2016 ha lavorato per la RTÉ, commentando le gare della nazionale irlandese e della Champions League.

## Statistiche

### Presenze e reti nei club
| Stagione               | Squadra                | Campionato             | Campionato | Campionato | Coppe nazionali | Coppe nazionali | Coppe nazionali | Coppe continentali | Coppe continentali | Coppe continentali | Altre competizioni | Altre competizioni | Altre competizioni | Totale | Totale |
| Stagione               | Squadra                | Comp                   | Pres       | Reti       | Comp            | Pres            | Reti            | Comp               | Pres               | Reti               | Comp               | Pres               | Reti               | Pres   | Reti   |
| ---------------------- | ---------------------- | ---------------------- | ---------- | ---------- | --------------- | --------------- | --------------- | ------------------ | ------------------ | ------------------ | ------------------ | ------------------ | ------------------ | ------ | ------ |
| 1959-1960              | Manchester Utd         | FD                     | 10         | 2          | FACup           | 0               | 0               | -                  | -                  | -                  | -                  | -                  | -                  | 10     | 2      |
| 1960-1961              | Manchester Utd         | FD                     | 23         | 2          | FACup+CdL       | 0+2             | 0+1             | -                  | -                  | -                  | -                  | -                  | -                  | 25     | 3      |
| 1961-1962              | Manchester Utd         | FD                     | 30         | 2          | FACup+CdL       | 7+0             | 1+0             | -                  | -                  | -                  | -                  | -                  | -                  | 37     | 3      |
| 1962-1963              | Manchester Utd         | FD                     | 36         | 4          | FACup+CdL       | 6+0             | 1+0             | -                  | -                  | -                  | -                  | -                  | -                  | 42     | 5      |
| ago. 1963              | Manchester Utd         | FD                     | 0          | 0          | FACup+CdL       | 0+0             | 1+0             | -                  | -                  | -                  | CS                 | 1                  | 0                  | 2      | 0      |
| Totale Manchester Utd  | Totale Manchester Utd  | Totale Manchester Utd  | 99         | 10         |                 | 13+2            | 3+1             |                    | -                  | -                  |                    | 1                  | 0                  | 116    | 13     |
| ago. 1963-1964         | Leeds Utd              | SD                     | 40         | 7          | FACup+CdL       | 3+2             | 0+0             | -                  | -                  | -                  | -                  | -                  | -                  | 45     | 7      |
| 1964-1965              | Leeds Utd              | FD                     | 39         | 7          | FACup+CdL       | 7+1             | 0+0             | -                  | -                  | -                  | -                  | -                  | -                  | 47     | 7      |
| 1965-1966              | Leeds Utd              | FD                     | 40         | 6          | FACup           | 2+12            | 1+0             | CdF                | 11                 | 0                  | -                  | -                  | -                  | 65     | 7      |
| 1966-1967              | Leeds Utd              | FD                     | 29         | 12         | FACup+CdL       | 7+12            | 2+4             | CdF                | 9                  | 4                  | -                  | -                  | -                  | 57     | 22     |
| 1967-1968              | Leeds Utd              | FD                     | 20         | 7          | FACup+CdL       | 5+10            | 1+2             | CdF                | 7                  | 1                  | -                  | -                  | -                  | 42     | 11     |
| 1968-1969              | Leeds Utd              | FD                     | 32         | 8          | FACup+CdL       | 0+7             | 0+0             | CdF                | 5                  | 0                  | -                  | -                  | -                  | 44     | 8      |
| 1969-1970              | Leeds Utd              | FD                     | 32         | 13         | FACup+CdL       | 9+2             | 9+4             | CC                 | 7                  | 4                  | CS                 | 1                  | 0                  | 58     | 23     |
| 1970-1971              | Leeds Utd              | FD                     | 34         | 13         | FACup+CdL       | 4+8             | 2+1             | CdF                | 8                  | 1                  | -                  | -                  | -                  | 54     | 17     |
| 1971-1972              | Leeds Utd              | FD                     | 38         | 6          | FACup+CdL       | 7+6             | 4+0             | CU                 | 1                  | 0                  | -                  | -                  | -                  | 52     | 12     |
| 1972-1973              | Leeds Utd              | FD                     | 33         | 6          | FACup+CdL       | 8+8             | 1+1             | CdC                | 7                  | 1                  | -                  | -                  | -                  | 56     | 9      |
| 1973-1974              | Leeds Utd              | FD                     | 17         | 2          | FACup+CdL       | 2+0             | 0+0             | -                  | -                  | -                  | -                  | -                  | -                  | 19     | 2      |
| 1974-1975              | Leeds Utd              | FD                     | 29         | 1          | FACup+CdL       | 7+9             | 1+0             | CC                 | 6                  | 0                  | CS                 | 1                  | 0                  | 52     | 2      |
| Totale Leeds Utd       | Totale Leeds Utd       | Totale Leeds Utd       | 383        | 88         |                 | 61+83           | 15+12           |                    | 55                 | 11                 |                    | 2                  | 0                  | 582    | 126    |
| 1975-1976              | West Bromwich          | SD                     | 38         | 2          | FACup+CdL       | 4+5             | 0+1             | -                  | -                  | -                  | -                  | -                  | -                  | 47     | 3      |
| 1976-1977              | West Bromwich          | FD                     | 37         | 1          | FACup+CdL       | 0+4             | 0+1             | -                  | -                  | -                  | -                  | -                  | -                  | 41     | 2      |
| Totale West Bromwich   | Totale West Bromwich   | Totale West Bromwich   | 75         | 3          |                 | 4+9             | 0+2             |                    | -                  | -                  |                    | -                  | -                  | 88     | 5      |
| 1977-1978              | Shamrock Rovers        | AD                     | ?          | 3          | FAICup+CdL      | ?+?             | ?+?             | -                  | -                  | -                  | -                  | -                  | -                  | ?      | 3+     |
| 1978                   | Philadelphia Fury      | NASL                   | 20         | 0          | -               | -               | -               | -                  | -                  | -                  | -                  | -                  | -                  | 20     | 0      |
| 1978-1979              | Shamrock Rovers        | AD                     | ?          | 5          | FAICup+CdL      | ?+?             | ?+?             | CdC                | 4                  | 2                  | -                  | -                  | -                  | ?      | 7+     |
| 1979-1980              | Shamrock Rovers        | AD                     | ?          | 0          | FAICup+CdL      | ?+?             | ?+?             | -                  | -                  | -                  | -                  | -                  | -                  | ?      | 0+     |
| 1980-1981              | Shamrock Rovers        | AD                     | ?          | 1          | FAICup+CdL      | ?+?             | ?+?             | -                  | -                  | -                  | -                  | -                  | -                  | ?      | 1+     |
| 1981-1982              | Shamrock Rovers        | AD                     | 0          | 0          | FAICup+CdL      | 0+0             | 0+0             | -                  | -                  | -                  | -                  | -                  | -                  | 0      | 0      |
| 1982-1983              | Shamrock Rovers        | AD                     | 0          | 0          | FAICup+CdL      | 0+0             | 0+0             | -                  | -                  | -                  | -                  | -                  | -                  | 0      | 0      |
| Totale Shamrock Rovers | Totale Shamrock Rovers | Totale Shamrock Rovers | 42         | 9          |                 | ?+?             | ?+?             |                    | 4                  | 2                  |                    | -                  | -                  | ?      | 11+    |
| Totale carriera        | Totale carriera        | Totale carriera        | 619        | 110        |                 | 78+95           | 17+15           |                    | 59                 | 13                 |                    | -                  | -                  | 789+   | 146+   |

### Cronologia presenze e reti in nazionale
| Cronologia completa delle presenze e delle reti in nazionale ― Irlanda | Cronologia completa delle presenze e delle reti in nazionale ― Irlanda | Cronologia completa delle presenze e delle reti in nazionale ― Irlanda | Cronologia completa delle presenze e delle reti in nazionale ― Irlanda | Cronologia completa delle presenze e delle reti in nazionale ― Irlanda | Cronologia completa delle presenze e delle reti in nazionale ― Irlanda | Cronologia completa delle presenze e delle reti in nazionale ― Irlanda | Cronologia completa delle presenze e delle reti in nazionale ― Irlanda |
| Data                                                                   | Città                                                                  | In casa                                                                | Risultato                                                              | Ospiti                                                                 | Competizione                                                           | Reti                                                                   | Note                                                                   |
| ---------------------------------------------------------------------- | ---------------------------------------------------------------------- | ---------------------------------------------------------------------- | ---------------------------------------------------------------------- | ---------------------------------------------------------------------- | ---------------------------------------------------------------------- | ---------------------------------------------------------------------- | ---------------------------------------------------------------------- |
| 1-11-1959                                                              | Dublino                                                                | Irlanda                                                                | 3 – 2                                                                  | Svezia                                                                 | Amichevole                                                             | 1                                                                      |                                                                        |
| 30-3-1960                                                              | Dublino                                                                | Irlanda                                                                | 2 – 0                                                                  | Cile                                                                   | Amichevole                                                             | -                                                                      |                                                                        |
| 28-9-1960                                                              | Dublino                                                                | Irlanda                                                                | 2 – 3                                                                  | Galles                                                                 | Amichevole                                                             | -                                                                      |                                                                        |
| 6-11-1960                                                              | Dublino                                                                | Irlanda                                                                | 3 – 1                                                                  | Norvegia                                                               | Amichevole                                                             | -                                                                      |                                                                        |
| 3-5-1961                                                               | Glasgow                                                                | Scozia                                                                 | 4 – 1                                                                  | Irlanda                                                                | Qual. Mondiali 1962                                                    | -                                                                      |                                                                        |
| 7-5-1961                                                               | Dublino                                                                | Irlanda                                                                | 0 – 3                                                                  | Scozia                                                                 | Qual. Mondiali 1962                                                    | -                                                                      |                                                                        |
| 8-10-1961                                                              | Dublino                                                                | Irlanda                                                                | 1 – 3                                                                  | Unione Sovietica                                                       | Qual. Mondiali 1962                                                    | 1                                                                      |                                                                        |
| 29-10-1961                                                             | Praga                                                                  | Cecoslovacchia                                                         | 7 – 1                                                                  | Irlanda                                                                | Qual. Mondiali 1962                                                    | -                                                                      |                                                                        |
| 8-4-1962                                                               | Dublino                                                                | Irlanda                                                                | 2 – 3                                                                  | Austria                                                                | Amichevole                                                             | -                                                                      |                                                                        |
| 12-8-1962                                                              | Dublino                                                                | Irlanda                                                                | 4 – 2                                                                  | Islanda                                                                | Qual. Euro 1964                                                        | -                                                                      |                                                                        |
| 9-6-1963                                                               | Dublino                                                                | Irlanda                                                                | 1 – 0                                                                  | Scozia                                                                 | Amichevole                                                             | -                                                                      |                                                                        |
| 25-9-1963                                                              | Vienna                                                                 | Austria                                                                | 0 – 0                                                                  | Irlanda                                                                | Qual. Euro 1964                                                        | -                                                                      |                                                                        |
| 13-10-1963                                                             | Dublino                                                                | Irlanda                                                                | 3 – 2                                                                  | Austria                                                                | Qual. Euro 1964                                                        | -                                                                      |                                                                        |
| 11-3-1964                                                              | Siviglia                                                               | Spagna                                                                 | 5 – 1                                                                  | Irlanda                                                                | Qual. Euro 1964                                                        | -                                                                      |                                                                        |
| 8-4-1964                                                               | Dublino                                                                | Irlanda                                                                | 0 – 2                                                                  | Spagna                                                                 | Qual. Euro 1964                                                        | -                                                                      |                                                                        |
| 10-5-1964                                                              | Cracovia                                                               | Polonia                                                                | 3 – 1                                                                  | Irlanda                                                                | Amichevole                                                             | -                                                                      |                                                                        |
| 13-5-1964                                                              | Oslo                                                                   | Norvegia                                                               | 1 – 4                                                                  | Irlanda                                                                | Amichevole                                                             | 1                                                                      |                                                                        |
| 24-5-1964                                                              | Dublino                                                                | Irlanda                                                                | 1 – 3                                                                  | Inghilterra                                                            | Amichevole                                                             | -                                                                      |                                                                        |
| 5-5-1965                                                               | Dublino                                                                | Irlanda                                                                | 1 – 0                                                                  | Spagna                                                                 | Qual. Mondiali 1966                                                    | -                                                                      |                                                                        |
| 27-10-1965                                                             | Siviglia                                                               | Spagna                                                                 | 4 – 1                                                                  | Irlanda                                                                | Qual. Mondiali 1966                                                    | -                                                                      |                                                                        |
| 10-11-1965                                                             | Parigi                                                                 | Spagna                                                                 | 1 – 0                                                                  | Irlanda                                                                | Qual. Mondiali 1966                                                    | -                                                                      |                                                                        |
| 22-5-1966                                                              | Vienna                                                                 | Austria                                                                | 1 – 0                                                                  | Irlanda                                                                | Amichevole                                                             | -                                                                      |                                                                        |
| 25-5-1966                                                              | Liegi                                                                  | Belgio                                                                 | 2 – 3                                                                  | Irlanda                                                                | Amichevole                                                             | -                                                                      |                                                                        |
| 23-10-1966                                                             | Dublino                                                                | Irlanda                                                                | 0 – 0                                                                  | Spagna                                                                 | Qual. Euro 1968                                                        | -                                                                      |                                                                        |
| 16-11-1966                                                             | Dublino                                                                | Irlanda                                                                | 2 – 1                                                                  | Turchia                                                                | Qual. Euro 1968                                                        | -                                                                      |                                                                        |
| 22-2-1967                                                              | Ankara                                                                 | Turchia                                                                | 1 – 1                                                                  | Irlanda                                                                | Qual. Euro 1968                                                        | -                                                                      |                                                                        |
| 10-11-1968                                                             | Dublino                                                                | Irlanda                                                                | 2 – 2                                                                  | Austria                                                                | Amichevole                                                             | -                                                                      |                                                                        |
| 4-12-1968                                                              | Dublino                                                                | Irlanda                                                                | 1 – 1                                                                  | Danimarca                                                              | Amichevole                                                             | 1                                                                      |                                                                        |
| 4-5-1969                                                               | Dublino                                                                | Irlanda                                                                | 1 – 2                                                                  | Cecoslovacchia                                                         | Qual. Mondiali 1970                                                    | -                                                                      |                                                                        |
| 21-9-1969                                                              | Dublino                                                                | Irlanda                                                                | 1 – 1                                                                  | Scozia                                                                 | Amichevole                                                             | -                                                                      |                                                                        |
| 6-5-1970                                                               | Poznań                                                                 | Polonia                                                                | 2 – 1                                                                  | Irlanda                                                                | Amichevole                                                             | -                                                                      |                                                                        |
| 9-5-1970                                                               | Berlino Ovest                                                          | Germania Ovest                                                         | 2 – 1                                                                  | Irlanda                                                                | Amichevole                                                             | -                                                                      |                                                                        |
| 10-5-1971                                                              | Dublino                                                                | Irlanda                                                                | 1 – 2                                                                  | Italia                                                                 | Qual. Euro 1972                                                        | -                                                                      | 72’                                                                    |
| 14-11-1972                                                             | Dublino                                                                | Irlanda                                                                | 2 – 1                                                                  | Francia                                                                | Qual. Mondiali 1974                                                    | -                                                                      |                                                                        |
| 13-5-1973                                                              | Mosca                                                                  | Unione Sovietica                                                       | 1 – 0                                                                  | Irlanda                                                                | Qual. Mondiali 1974                                                    | -                                                                      |                                                                        |
| 5-5-1974                                                               | Rio de Janeiro                                                         | Brasile                                                                | 2 – 1                                                                  | Irlanda                                                                | Amichevole                                                             | -                                                                      |                                                                        |
| 8-5-1974                                                               | Montevideo                                                             | Uruguay                                                                | 2 – 0                                                                  | Irlanda                                                                | Amichevole                                                             | -                                                                      |                                                                        |
| 12-5-1974                                                              | Ñuñoa                                                                  | Cile                                                                   | 1 – 2                                                                  | Irlanda                                                                | Amichevole                                                             | -                                                                      |                                                                        |
| 30-10-1974                                                             | Dublino                                                                | Irlanda                                                                | 3 – 0                                                                  | Unione Sovietica                                                       | Qual. Euro 1976                                                        | -                                                                      |                                                                        |
| 19-11-1974                                                             | Smirne                                                                 | Turchia                                                                | 1 – 1                                                                  | Irlanda                                                                | Qual. Euro 1976                                                        | -                                                                      |                                                                        |
| 10-5-1975                                                              | Dublino                                                                | Irlanda                                                                | 2 – 1                                                                  | Svizzera                                                               | Qual. Euro 1976                                                        | -                                                                      |                                                                        |
| 18-5-1975                                                              | Kiev                                                                   | Unione Sovietica                                                       | 2 – 1                                                                  | Irlanda                                                                | Qual. Euro 1976                                                        | -                                                                      |                                                                        |
| 21-5-1975                                                              | Berna                                                                  | Svizzera                                                               | 1 – 0                                                                  | Irlanda                                                                | Qual. Euro 1976                                                        | -                                                                      |                                                                        |
| 29-10-1975                                                             | Dublino                                                                | Irlanda                                                                | 4 – 0                                                                  | Turchia                                                                | Qual. Euro 1976                                                        | -                                                                      |                                                                        |
| 8-9-1976                                                               | Londra                                                                 | Inghilterra                                                            | 1 – 1                                                                  | Irlanda                                                                | Amichevole                                                             | -                                                                      |                                                                        |
| 13-10-1976                                                             | Ankara                                                                 | Turchia                                                                | 3 – 3                                                                  | Irlanda                                                                | Amichevole                                                             | -                                                                      |                                                                        |
| 16-11-1976                                                             | Parigi                                                                 | Francia                                                                | 2 – 0                                                                  | Irlanda                                                                | Qual. Mondiali 1978                                                    | -                                                                      |                                                                        |
| 30-3-1977                                                              | Dublino                                                                | Irlanda                                                                | 1 – 0                                                                  | Francia                                                                | Qual. Mondiali 1978                                                    | -                                                                      |                                                                        |
| 24-4-1977                                                              | Dublino                                                                | Irlanda                                                                | 0 – 0                                                                  | Polonia                                                                | Amichevole                                                             | -                                                                      |                                                                        |
| 1-6-1977                                                               | Sofia                                                                  | Bulgaria                                                               | 2 – 1                                                                  | Irlanda                                                                | Qual. Mondiali 1978                                                    | -                                                                      |                                                                        |
| 12-10-1977                                                             | Dublino                                                                | Irlanda                                                                | 0 – 0                                                                  | Bulgaria                                                               | Qual. Mondiali 1978                                                    | -                                                                      |                                                                        |
| 5-4-1978                                                               | Dublino                                                                | Irlanda                                                                | 4 – 2                                                                  | Turchia                                                                | Amichevole                                                             | 2                                                                      |                                                                        |
| 12-4-1978                                                              | Łódź                                                                   | Polonia                                                                | 3 – 0                                                                  | Irlanda                                                                | Amichevole                                                             | -                                                                      |                                                                        |
| 21-5-1978                                                              | Oslo                                                                   | Norvegia                                                               | 0 – 0                                                                  | Irlanda                                                                | Amichevole                                                             | -                                                                      |                                                                        |
| 24-5-1978                                                              | Copenaghen                                                             | Danimarca                                                              | 3 – 3                                                                  | Irlanda                                                                | Qual. Euro 1980                                                        | -                                                                      |                                                                        |
| 20-9-1978                                                              | Dublino                                                                | Irlanda                                                                | 0 – 0                                                                  | Irlanda del Nord                                                       | Qual. Euro 1980                                                        | -                                                                      |                                                                        |
| 2-5-1978                                                               | Dublino                                                                | Irlanda                                                                | 2 – 0                                                                  | Danimarca                                                              | Qual. Euro 1980                                                        | -                                                                      |                                                                        |
| 19-5-1978                                                              | Sofia                                                                  | Bulgaria                                                               | 1 – 0                                                                  | Irlanda                                                                | Qual. Euro 1980                                                        | -                                                                      |                                                                        |
| 22-5-1979                                                              | Dublino                                                                | Irlanda                                                                | 1 – 3                                                                  | Germania Ovest                                                         | Amichevole                                                             | -                                                                      |                                                                        |
| Totale                                                                 |                                                                        | Presenze                                                               | 59                                                                     |                                                                        | Reti                                                                   | 5                                                                      |                                                                        |

## Palmarès

### Competizioni nazionali
- Campionato inglese: 2

Leeds United: 1968-1969, 1973-1974
- Coppa d'Inghilterra: 2

Manchester United: 1962-1963
Leeds United: 1971-1972
- Coppa di Lega inglese: 1

Leeds United: 1967-1968
- Charity Shield: 1

Leeds United: 1969
- Coppa d'Irlanda: 1

Shamrock Rovers: 1977-1978

### Competizioni internazionali
- Coppa delle Fiere: 2

Leeds United: 1967-1968, 1970-1971
- Tyler Cup: 1

Shamrock Rovers: 1978-1979